# Barlach Halle K
Die Barlach Halle K ist eine Ausstellungs- und Veranstaltungshalle am Klosterwall in Hamburg, die 1992 von Hans-Georg Barlach als Kunstgalerie gegründet wurde und in Wechselausstellungen und Werkschauen insbesondere Werke zeitgenössischer Künstler zeigte. Das K im Namen steht für Kunst, Kultur und Kommunikation.

## Geschichte
Hans-Georg Barlach, Enkel und Nachlassverwalter Ernst Barlachs, betrieb seit 1983 an wechselnden Orten in Hamburg und Berlin Galerien für zeitgenössische Kunst. 1992 gründete er in Hamburg am Klosterwall die Barlach Halle K. Im Jahre 2012 stieg seine Ehefrau Elvie Barlach in die Leitung des Unternehmens ein. Nach dem Tod Hans-Georg Barlachs im Jahr 2015 übernahm Elvie Barlach die Leitung der Halle.
Seit 2012 hat die Barlach Halle K ein neues Konzept. Sie wird nicht mehr als eigenständige Galerie betrieben, sondern kann von Künstlern oder deren Agenten für Ausstellungen angemietet werden. Elvie Barlach legt den Schwerpunkt der ehemaligen Galerie für zeitgenössische Kunst dabei neben Ausstellungen auch auf kulturelle Veranstaltungen unterschiedlicher Art wie klassische Konzerte, Lesungen, Workshops, Tagungen oder private Events, für welche die Infrastruktur zur Verfügung gestellt wird.

## Galerieausstellungen 1995–2015
- 1995: Donata Höffer, Barbara Nüsse, Burghart Klaußner – Szenen, Lesung
- 1995: Hermann Nitsch – Das Orgien Mysterien Theater, Malerei/Theater
- 1996: Heidi Bucher – Hautraum
- 1996: Eröffnung Galeriehaus Hamburg (Barlach Halle K, Galerie Michael Hauptmann, Cato Jans Der Raum, Kunstkontakt e.V.)
- 1996: Carlo Alfano, Marco Gastini, Giuseppe Spagnulo – Materia, Skulptur
- 1996: Walter de Maria – Instrument for La Monte Young, Skulptur
- 1996: Erasmus Schröter – Mehr Licht!, Fotografie
- 1996: Künstler der Villa Massimo zu Gast in der Halle K, Thomas Hettche (Literatur)
- 1996: Moritz Eggert (Komponist und Pianist)
- 1996: Wolfgang Ritter – Skulpturen, Skulpturen
- 1996: Jens Lausen – Der leere Raum
- 1996: 1. Internationales Poetry Festival, Kooperation mit LyriKran e.V., und Literaturhaus Literatur
- 1997: Adolf Frohner – Musik für Schmetterlinge
- 1997: Rudolf Herz – Transit III, Installation
- 1997: Sverre Fehn – Architektur als poetische Intervention
- 1997: Jeff Turek – Emotional Geometry, Zeichnungen/Gemälde
- 1997: Amnesty International – Feindbilder – Flüchtlinge in Europa, Charity
- 1997: Vom Recht, in Frieden zu leben, Charity
- 1998: Lucio Orlando – Melancolia, Malerei
- 1998: Joel Shapiro – Skulpturen 1993–1997, Skulpturen
- 1998: Daniel Fuchs – Conserving Fish, Fotografie
- 1998: Künstler der Villa Massimo zu Gast in der Barlach Halle K, Lesung/Konzert
- 1998: Zehn junge holländische Architekturbüros – Nine + One
- 1999: Gruppenausstellung – Portraits – Ein Rundgang durch 100 Jahre Fotografie, Fotografie
- 1999: Triennale der Photographie – Peter Dammann, Daniel & Geo Fuchs, André Lützen, Fotografie
- 1999: Anja Henningsmeyer – Photochina, Fotografie
- 1999: Stephan Böninger – Messias, Skulptur/Installation
- 1999: Peter Roos, Lesung
- 2000: Ladies First, Performance-Reihe von Astrid Langner-Buchholz, Theater/Musik
- 2000: Daniel & Geo Fuchs – Conserving Animals und Conserving Humans, Fotografie
- 2015: Henrik Spohler – When millenium begins, Triennale der Photographie, Hamburg, Fotografie

## Galerieausstellungen nach 2015 (Auswahl)
- 2016: Albert Scopin – Asphalt, Zeichnungen/Gemälde
- 2016: Lois Renner – Painting of the 21st Century, Galerie Schimming, Malerei
- 2017: Sylvia Goebel – Defining Moment, Malerei
- 2018: Alex Katz – Black & White, Galerie Schimming, Druckgrafik
- 2018: Joan Fontcuberta – Photography: Crisis of History, Ausstellung zur 7. Triennale der Photographie Hamburg, kuratiert von Alison Nordström, Fotografie
- 2018: Lois Anvidalfarei – Dieser Körper, der nicht aufhört, ZOTT Artspace, Skulptur
- 2018: Lois Renner – Painting of the 21st Century II, Galerie Schimming, Malerei
- 2019: Wolfgang Beltracchi & Mauro Fiorese – Kairos. Der richtige Moment, Christian Zott, Malerei/Fotografie
- 2019: Tilo Baumgärtel – „Nelly“, Galerie Schiming, Malerei/Bühnenbild
- 2019: Christopher Lehmpfuhl – Hamburg – Berlin, Galerie Kornfeld, Malerei
- 2019: Heiner Meyer – History of Pop, Galerie Schimming, Malerei/Skulptur
- 2019: David Drebin & HIGH10 ART GmbH – HIGH10 Collection x David Drebin, Fotografie/Skulptur
- 2019: Jeannine Platz – The Sound of Ice, Malerei
- 2019: Florian Borkenhagen – Hot Dog, Galerie Schimming, Installation
- 2020: Franziska Stünkel – Coexist, Galerie Jenny Falckenberg, Fotografie
- 2020: Konrad Ross – Let Them Eat Cake, Malerei/Zeichnung
- 2020: Frank Schult – Bitte keine voreiligen Prophezeiungen!, Galerie Herold, Malerei
- 2020: Yvette Kießling – Morogoro, Galerie Schimming, Malerei
- 2020: Tronje Thole van Ellen – Too Much Future, Malerei/Installation
- 2020: Ellerbrock & Schafft – Morpheus – Jenseits von Ewigkeit, Fotografie/Video
- 2020: Hubertus Hamm Galerie Kornfeld Berlin Fotografie
- 2020: Ruediger Glatz – Addicted2Click, Fotografie/Online-Installation
- 2020: Frank Schult – Katzengold, Galerie Herold, Malerei
- 2021: Joschua Gumpert – InHuman – Our Decision, Malerei/Multimedia-Installation
- 2021: Jung & Schön, Gruppenausstellung, Julia Jüngling Art Consulting & ATM Gallery Berlin
- 2021: Anna Bogouchevskaia – Moving Waters, Barlach Halle K & Werkstattgalerie Hermann Noack, Skulpturen
- 2021: Grafy – Unseen – Das Ungesehene sichtbar machen, Malerei/Installation
- 2021: Adam Jankowski – The Real World – Painting 1987–2020, Malerei
- 2021: Tronje Thole van Ellen – Why Do Birds Sing?, Malerei/Installation
- 2022: Joschua Gumpert – 26 – Retrospektiv und in die Zukunft gewandt, Malerei/Multimedia-Installation
- 2022: Christian Blau – Ego Twist, Malerei
- 2022: John Breed – Let There Be Light, Reliefarbeiten/Objekte/Installation
- 2022: Jörg Heikhaus aka Alex Diamond – It's All Good, Malerei/Zeichnung/Objekte
- 2022: Joschua Gumpert – Oceans, Malerei
- 2022: BFF – Aufschlag #13: Bewegung, 55 BFF Fotografen + Filmgestalter der BFF-Region Hamburg + Gäste, Fotografie/Film
- 2022: Elena Bulycheva – New Washed Art, Malerei
- 2022: Jens Mack – Dagewesen, Malerei/Zeichnung
- 2022: Jung & Schön 2, Gruppenausstellung, Julia Jüngling Art Consulting & ATM Gallery Berlin
- 2022: Beatriz Morales – Where The Wild Things Grow, Circle Culture Gallery, Malerei/Zeichnung/Installation
- 2022: Mel Ramos – First Kiss, Levy Galerie, Zeichnung
- 2022: Alex Katz – The Essence Of Beauty, Galerie Schimming, Malerei/Zeichnung/Objekte
- 2022: Pedro Anacker – Existenziell, Malerei
- 2022: Isabelle Arpargian – Atelier Arpargian – 25 ans de savoir faire, Malerei/Objekte
- 2022: Landesverband Hamburger Galerien – Aufatmen, Malerei/Zeichnung/Fotografie/Skulptur
- 2023: 6PM – Pop-up Tour, Streetware NOS-Kollektion
- 2023: Metallica – Pop-Up Store anlässlich der World Tour zum neuen Album 72 Seasons
- 2023: Paul Kadjo – Warum ist die Banane krumm?, Textilkunst/Performance
- 2023: Architecture of Hope – Form following Future – This is the sign you've been looking for, Kunstprojekt im Rahmen der trilateralen Kampagne, Collagen/Objektstudien
- 2023: Jeannine Platz – Words in Motion, Skripturale Kunst/Performance
- 2023: Paul Schrader – Greene Street, Malerei
- 2023: Leon Laloi – Grau, Malerei
- 2023: Pedro Anacker – Dann liebt mal schön, Barlach Halle K Sylt, Malerei/Skulptur
- 2023: BFF – Aufschlag #14: 12 Seconds, 50 BFF Fotografen + Filmgestalter der BFF-Region Deutschland, Fotografie/Film
- 2023: Eve-Doris Böhm – Bilder und Zeichnungen aus 30 Jahren, Zeichnung/Malerei
- 2023: Harald Hentzschel – Sylt Monochrom, Barlach Halle K Sylt, Fotografie
- 2023: Peter Hönnemann – There is another world, but it is inside this one, Jenny Falckenber Unique Art Projects, Fotografie
- 2023: Elvie Barlach & Christoph Siegert – Was bleibt, Fotografie
- 2023: Isa Ziegler – Ich bin Viele, Malerei
- 2023: 4000, Harald Hentzschel, Pedro Anacker – Hamburg • Sylt • Hamburg, Malerei/Fotografie
- 2023: Architecture of Hope – Form following Future / mit Nir Alon – For the ruins of the present, Kunstprojekt im Rahmen der trilateralen Kampagne, Installation/Video
- 2023: 50 Künstler und Künstlerinnen präsentiert von Peter Kohl & Felix Schwotzer – Eisige Visionen – 200 Jahre Das Eismeer/Eine Hommage an Caspar David Friedrich, Malerei/Skulpturen/Street Art/Collage/Multimedia
- 2023: Karl Lagerfeld – Nudes, Barlach Halle K Sylt, Fotografie
- 2024: Pirelli – Der Kalender 1970 – 2023 | Mythos und Provokation, Barlach Halle K und Ernst Barlach Gesellschaft, Fotografie
- 2024: Rieke Bewer – Ich hau dir auf die nase, weil ich hoffe, dass du merkst, dass ich recht habe, Galerie Schimming, Malerei
- 2024: Architecture of Hope – For an Alphabet of Hope / Israel, Germany, Gaza and Córdoba in between – Jan Lewandowski und Hearthouse Film, interdisziplinäre Installation
- 2024: Arndt Voigt – Sylt Fifties, Christian Voigt Collection & Photography in der Barlach Halle K Sylt, Fotografie
- 2024: Jeannine Platz – Die Nacht im Glanz – Ode an den Vollmond, Malerei
- 2024: Jeannine Platz – Der Hafen und das Meer, Barlach Halle K Sylt, Malerei
- 2024: Peter Lindbergh – Views, Barlach Halle K Sylt und Ernst Barlach Gesellschaft, Fotografie
- 2024: Laurenz Marsau – Notes to Myself, Fotografie/Mixed Media
- 2024: Ivo von Renner – I Love You, Auszüge des vorläufig endgültigen Gesamtwerks, 1975 bis Heute, Fotografie
- 2024: Neal – The Great Escape, Fine Art Editions Hamburg, Streetart
- 2024: Nele-Marie Franzen & Julia Sachau – Bright.Bold.Bäm, Malerei
- 2024: Frauke Kohlmorgen & Tanja Thordsen – Neon, Malerei
- 2024: Paul Schrader – Los Angeles Light, Malerei
- 2025: Art Off Hamburg #3 – Gemeinschaftsausstellung freier Kunstorte in Hamburg, Malerei/Skulpturen/Street Art/Collage/Multimedia
- 2025: Giovanni Maranghi & Paolo Staccioli – Piazza Grande, Kunstgalerie Bech, Malerei/Zeichnung/Bildhauerei
- 2025: Annika Ruge | Fritz Jaenecke – Dein St. Pauli, St. Pauli bei Nacht, Fotografie/Lyrik
- 2025: Tibor Pogonyi – Ich finde uns, Malerei
- 2025: Art Photo Salon – Vintage, Unikate & Editionen, Selected Views Fair, Fotografie